# Szakinavir
A szakinavir (INN: saquinavir) HIV-1-fertőzött felnőtt betegek kezelésére szolgáló gyógyszer. Önállóan nem, csak ritonavirral(en) vagy más antiretrovirális szerekkel kombinációban adható.
A szakinavir nem gyógyítja meg a HIV-fertőzést vagy az AIDS-et, de csökkenti a vírus koncentrációját a vérben, és késleltetheti az immunrendszer károsodását, valamint az AIDS-hez társuló fertőzések és betegségek kialakulását.
A ritonavirt „hatásfokozóként” alkalmazzák. Csökkenti a szakinavir bomlási sebességét, aminek eredményeként megnő a szérum szakinavir koncentrációja. A „hatásfokozó” segítségével ugyanaz a vírusellenes hatás kisebb szakinavir-adaggal érhető el.
A VIII. Magyar Gyógyszerkönyvben Saquinavirum    néven hivatalos.  

## Hatásmód
A HIV-vírus proteáz enzimje specifikusan hasítja a vírus prekurzor fehérjéit, amint a virion elhagyja a fertőzött sejtet. Ez lényeges lépés a teljesen kialakult, fertőző vírusrészecskék létrejöttében. Ezeken a vírus prekurzor fehérjéken egy specifikus hasítási hely található, melyet csak a HIV és a közeli rokon vírus proteázok ismernek fel. A szakinavir utánozza ezeket a hasítási helyeket, ezért pontosan beleillik a HIV-1 és HIV-2 proteáz aktív centrumába, és reverzibilis és szelektív gátlóként hat. A szakinavir affinitása a HIV-proteázhoz kb. 50 000-szer nagyobb, mint a humán proteázokhoz.
In vitro antivirális vizsgálatokban a szakinavir gátolja a fertőző vírus keletkezését és ezzel a fertőzés átterjedését a még érintetlen sejtekre.

## Ellenjavallatok
A szer ellenjavallt olyan betegeknél, akik „Q–T-megnyúlásban” (a szív elektromos aktivitásának megszakadása; lásd EKG) szenvednek, akiknél az elektrolitok szintjének megváltozása tapasztalható (különösen alacsony kálium-szintek), illetve akik bradikardiában (nagyon lassú szívritmus), vagy szívelégtelenségben szenvednek. Nem alkalmazható olyan betegeknél, akiknél szívritmuszavar volt tapasztalható a múltban.
Súlyos májkárosodásban nem adható. Nem adható az alábbi szerekkel együtt:
| Hatóanyag                                                                                         | Betegség                           | Az ellenjavallat oka                                                               |
| ------------------------------------------------------------------------------------------------- | ---------------------------------- | ---------------------------------------------------------------------------------- |
| terfenadin(en), asztemizol(en)                                                                    | allergia                           | életveszélyes szívritmuszavar léphet fel                                           |
| pimozid(en)                                                                                       | szkizofrénia, pszichózis           | életveszélyes szívritmuszavar léphet fel                                           |
| ciszaprid(en)                                                                                     | gastrooesophagealis refluxbetegség | életveszélyes szívritmuszavar léphet fel                                           |
| amiodaron(en), propafenon, flekainid(en)                                                          | szívritmuszavar                    | életveszélyes szívritmuszavar léphet fel                                           |
| midazolám, triazolám(en)                                                                          | szorongás, alvászavarok            | megnyúlt, vagy fokozott nyugtató hatás, légzésdepresszió                           |
| szimvasztatin, lovasztatin(en)                                                                    | magas koleszterinszint             | myopathia(en) (izombántalom) fokozott veszélye, beleértve a rhabdomyolysist(en) is |
| ergot(en) alkaloidok (pl. ergotamin(en), dihidroergotamin(en), ergonovin(en), metilergonovin(en)) | migrénes fejfájás                  | akut ergot mérgezés lehetősége miatt                                               |
| rifampicin                                                                                        | gümőkór                            | súlyos hepatocelluláris toxicitás veszélye                                         |

A szakinavir más gyógyszerekkel is kölcsönhatásba léphet, ezért nagyon fontos, hogy a beteg minden gyógyszeréről tájékoztassa a kezelőorvosát.

## Mellékhatások
A leggyakoribb mellékhatások: hasmenés, hányinger, megnövekedett máj-enzimszintek, megnövekedett koleszterol- és, trigliceridszint a vérben, a vérlemezkék számának csökkenése.
A test zsíreloszlása megváltozhat, egyes helyeken felhalmozódhat, más helyeken eltűnhet. Csökkenhet a bőr alatti zsírmennyiség a lábszárakon, karokon és az arcon, a has és más belső szervek zsírtartalma viszont nőhet, az emlők megnagyobbodhatnak és zsíros púp keletkezhet a nyak hátsó részén (bölénypúp). Ennek oka, és az egészségre gyakorolt tartós hatása jelenleg nem ismert.
Egyéb, kevésbé gyakori mellékhatások: kiütés, viszketés, fejfájás, perifériás neuropátia, gyengeség, szédülés, depresszió, szorongás, alvásképtelenség, libidózavarok, szemölcsök, szájfekélyek, kellemetlen hasi érzés, emésztési zavar, láz, fájdalom, székrekedés, étvágytalanság, mellkasi fájdalom.
A HIV-fertőzés kezelése során nem mindig lehet eldönteni, hogy a nemkívánatos hatást az szakinavir/ritonavir vagy valamelyik másik, egyidejűleg szedett gyógyszer okozta-e, vagy az a fertőzés szövődményének tekintendő.

## Adagolás
Ajánlott adag 1000 mg naponta kétszer, ezzel egyidőben adott 100 mg ritonavirrel és egyéb retrovírusellenes szerekkel kombinálva. A szert evés közben vagy után kell bevenni.
Más proteázgátlóval  (pl. nelfinavir(en), indinavir(en) és delavirdin(en)) együtt szedve az adag csökkentésére lehet szükség, mert ezek a gyógyszerek növelhetik a szakinavir plazmaszintjét.
Nem kell az adagot módosítani enyhe, vagy közepes vesekárosodás, vagy enyhe májkárosodás esetén.
Óvatosan kell eljárni súlyos vese, vagy közepes májkárosodás esetén. A szakinavir/ritonavir ellenjavallt súlyos májkárosodás esetén.
A kezelés során a vérképet rendszeresen ellenőrizni kell.

## Készítmények
Magyarországon:
- Fortovase 200 mg lágy kapszula
- Invirase 200 mg kemény kapszula
- Invirase 500 mg filmtabletta

Nemzetközi gyógyszerforgalomban a fentieken felül:
- Proteovir
- Svir